# 23844 Raghvendra
23844 Raghvendra è un asteroide della fascia principale. Scoperto nel 1998, presenta un'orbita caratterizzata da un semiasse maggiore pari a 2,3075317 UA e da un'eccentricità di 0,1799406, inclinata di 9,15001° rispetto all'eclittica.